# Flemmingsberg och Västra Eka
"Flemmingsberg" leder hit. Ej att förväxla med Flemingsberg.
Flemmingsberg och Västra Eka är en av SCB avgränsad och namnsatt småort i Norrtälje kommun, Stockholms län. Den omfattar bebyggelse i Flemmingsberg och Västra Eka i Estuna socken. Småorten var tidigare benämnd Estuna och Västra Eka. 